# Haundorf
Haundorf település Németországban, azon belül Bajorországban. Lakosainak száma 2883 fő (2023. december 31.). Haundorf Merkendorf, Ansbach járás, Roth járás, Wolframs-Eschenbach, Spalt, Absberg, Pfofeld, Gunzenhausen és Muhr am See községekkel határos.

## Népesség
A település népessége az elmúlt években az alábbi módon változott:
| Lakosok száma | 1721 | 1332 | 2623 | 2633 | 2674 | 2763 | 2680 | 2695 | 2844 | 2883 |
|               | 1970 | 1975 | 2011 | 2012 | 2014 | 2015 | 2017 | 2019 | 2022 | 2023 |